# Bodenmarktreform in der Ukraine von 2020
Die Bodenmarktreform in der Ukraine von 2020 basierte auf dem Gesetz Nr. 552-IX, durch dessen Inkrafttreten im Juli 2021 ein Markt für Agrarland in der Ukraine eingeführt wurde. Zuvor hatte ein Moratorium aus dem Jahr 2001 den Handel mit Land verboten.

## Gesetzliche Grundlagen

### Gesetz Nr. 552-IX
Die rechtliche Grundlage der Bodenmarktreform von 2020 ist das Gesetz Nr. 552-IX, das die schrittweise Einführung eines Bodenmarktes ab Juli 2021 bestimmt. Es trat am ersten Juli 2021 in Kraft. Im Folgenden sind einige wesentliche Punkte aufgelistet:
1. Natürliche Personen, die die ukrainische Staatsbürgerschaft haben, dürfen seit Juli 2021 Agrarland kaufen. Im Jahr 2024 sollen auch juristische Personen dieses Recht erhalten. Pächter haben ein Vorkaufsrecht auf das Land, das sie gepachtet haben, falls der betreffende Eigentümer das Land verkaufen will.
2. Staat und Kommunen dürfen das Agrarland, das ihnen gehört, nicht veräußern. Davon ausgenommen sind solche Flächen, die jemandem zur dauerhaften Nutzung überlassen wurden. Die betreffende Person darf das Land zum normativen Preis erwerben.
3. Eine einzelne natürliche Person darf von 2021 bis 2024 maximal 100 Hektar Eigentum an Agrarland haben. Ab 2024 darf eine natürliche wie auch eine juristische Person bis zu 10.000 Hektar Land ihr Eigentum nennen.
4. Banken dürfen mehr als 10.000 Hektar erwerben. Allerdings muss die betreffende Bank spätestens zwei Jahre nach Erwerb das Land in einer Auktion veräußern.
5. Ein gesamtukrainisches Referendum soll darüber entscheiden, ob ab 2024 auch ukrainische juristische Personen, die nicht-ukrainische Inhaber bzw. Endbegünstigte haben, ebenfalls Agrarland kaufen dürfen.
6. Unabhängig von einem Referendum bleiben bestimmte Kategorien juristischer Personen ausgeschlossen. Das betrifft etwa Inhaber bzw. Endbegünstigte, die nicht-ukrainische Staaten sind, solche, die die russische Staatsbürgerschaft haben, und solche, die als Terroristen gelten oder galten. Ausgeschlossen sind ebenfalls juristische Personen, bei denen nicht festgestellt werden kann, wer ihr Inhaber oder Endbegünstigter ist. Ebenso juristische Personen, die in Offshore-Gebieten registriert sind.
7. Der Käufer darf nicht in bar bezahlen.

### Weitere Gesetze
Neben dem Gesetz Nr. 552-IX wurden weitere Gesetze auf den Weg gebracht, um die Einführung eines Bodenmarktes in der Ukraine zu unterstützen.
- Gesetzesentwurf Nr. 2194 wurde am 24. Mai 2021 vom Präsidenten unterzeichnet und regelt die Übertragung von Eigentum an Boden vom Staat auf Kommunen.[4]
- Gesetzesentwurf Nr. 2195 wurde Ende Mai 2021 vom Parlament in zweiter Lesung verabschiedet und bestimmt die Einführung elektronischer Auktionen für den Handel mit Boden.[5]
- Gesetzesentwurf Nr. 2280 wurde im Juli 2020 vom Präsidenten unterzeichnet und bestimmt, dass Landeigentümer selbst entscheiden dürfen, in welcher Weise ihr Boden genutzt wird, und die Entscheidung beim staatlichen Katasteramt registrieren lassen müssen.[6]

## Vorgeschichte

### Rechtliche Entwicklung
In der USSR gab es kein Privateigentum an Agrarland, sondern Land gehörte dem Staat. Der Staat verbot den Handel mit Land, dessen Verpachtung und die Verwendung von Land als Sicherheit im Rahmen von Darlehen.
Nach der Unabhängigkeitserklärung im Jahr 1991 wurde das Land der USSR dem neuen ukrainischen Staat übertragen. Ein Bodenreformprozess begann de jure, als am 15. März 1991 die Resolution des Obersten Sowjets der Ukraine Nr. 563-XII mit dem Titel Über Bodenreform veröffentlicht wurde. Sie erklärte das gesamte Land der USSR, Agrarland wie auch sonstiges Land, zum Gegenstand einer Reform. Sie proklamierte die Übertragung von Staatsland in den lebenslangen Besitz von privaten bäuerlichen Betrieben und in den dauerhaften Besitz von kollektiven Agrarunternehmen, die aus Kolchosen und Sowchosen hervorgingen. Es folgte eine Reihe von Präsidialerlassen, Gesetzen und Resolutionen, die einen rechtlichen Rahmen für eine Bodenreform in der Ukraine schufen. Das Gesetz Nr. 2073-XII vom Januar 1992 spezifizierte drei grundlegende Arten von Eigentum an Land, nämlich privates, kollektives und staatliches Eigentum. Auf dieser Grundlage wurden die Ziele der Bodenreform neu bestimmt: Sie diene etwa dazu, in der Ukraine Marktverhältnisse zu etablieren; Land sollte in privates und kollektives Eigentum überführt und von Unternehmen genutzt werden können.
Auch in den 1990er Jahren blieb in der neuen unabhängigen Ukraine ein Teil des Agrarlandes Eigentum des Staates oder der Gemeinden. Der Staat behielt sich für bestimmte Arten von Land das alleinige Eigentumsrecht vor, wie zum Beispiel Land für den Gemeingebrauch, Naturreservate und Monumente.
Andererseits bekamen viele Personen, die in den kollektiven Agrarbetrieben gearbeitet hatten, jeweils meist zwei bis drei Hektar Land von den Betrieben. Dadurch erhielten etwa 6,9 Millionen Personen, die in ländlichen Regionen wohnten, insgesamt rund 27 Millionen Hektar Land, was etwa 45 % des ukrainischen Staatsgebietes entsprach. Ferner erhielten auch einige Stadtbewohner kleinere Landflächen, die viele von ihnen nutzten, um Subsistenzwirtschaft zu betreiben. So konnten sie leichter die wirtschaftliche Krise der 1990er Jahre überstehen. Einige errichteten auf ihren Landflächen Häuser, um dort zu leben und ihre Stadtwohnungen zu vermieten. Die Anteilsscheine für Agrarland waren zunächst handelbar. Meist wurden vermessene Grundstücke den betreffenden Personen erst ab Anfang der 2000er Jahre zugeteilt und die Eigentumsverhältnisse registriert. Die Weltbank förderte diese Prozesse.
Im Jahr 2001 verabschiedete das ukrainische Parlament einen Bodenkodex (Nr. 2768-III), der ein Moratorium umfasste, das den Kauf und Verkauf von privatem Agrarland verbot. Es sollte eigentlich nur provisorisch bis 2005 gelten bzw. bis zur Verabschiedung eines Gesetzes, das den Handel mit Land regeln sollte. Allerdings verlängerten Parlamentsabgeordnete das Moratorium neunmal, wobei sie oft darauf verwiesen, dass viele Bürger dagegen waren. Es gab zwei weitere Moratorien. Eines verbot, die Nutzungsart zu ändern. Das andere untersagte den Verkauf von Agrarland, das öffentliches Eigentum war. Schätzungsweise 96 % des Agrarlandes in der Ukraine unterlag Moratorien.
Die rund sieben Millionen privaten Bodeneigentümer konnten ihr Land selbst bewirtschaften, es verpachten oder einer anderen Person ein Recht auf dauerhafte Nutzung geben, um auf der Grundlage ihres Bodeneigentums Einnahmen zu erzielen. Rechtmäßig konnte das Agrarland nur durch Schenkungen und Vererbung den Eigentümer wechseln. Eine Alternative zum Verkauf boten rechtliche Regelungen, wonach Eigentümer bis zu 49 Jahre lang ihr Land an andere Personen zur dauerhaften Nutzung übertragen dürfen, wobei auch der Handel mit Nutzungsberechtigungen erlaubt ist. Während der ukrainische Staat den Großteil seines Eigentums an Agrarland regulär verpachtete, überließ er es teilweise auch unentgeltlich zur dauerhaften Nutzung oder privatisierte es unentgeltlich. Letzteres war möglich, da jeder ukrainische Bürger formal das Recht hatte, Eigentümer von bis zu zwei Hektar Agrarland zu werden, obgleich die verfügbare Landfläche und bürokratische Hürden dem Grenzen setzten.

### Pachtverhältnisse und Agrarholdings
Es entwickelte sich eine Landwirtschaft, die im Wesentlichen auf Pachtverträgen basierte. So war im Jahr 2016 der Großteil des genutzten Agrarlandes Pachtland.
Im Jahr 2017 gab es in der Ukraine etwa 100 große Agrarunternehmen, sogenannte Agrarholdings, die akkumuliert rund 6,5 Millionen Hektar Land und somit etwa 29 % der von Agrarbetrieben genutzten Fläche bewirtschafteten.
Eine Agrarholding ist ein Unternehmen, das vertikal oder auch horizontal integriert ist und neben einer Muttergesellschaft typischerweise viele, mitunter hunderte, Agrarbetriebe umfasst. Die Investoren sind Ukrainer und Ausländer. Typischerweise hält die Muttergesellschaft eine Mehrheitsbeteiligung an den zugehörigen Agrarbetrieben, die ihrerseits jeweils als eigenständige juristische Personen auftreten, wie zum Beispiel als GmbH oder als Aktiengesellschaft. Eine Agrarholding bewirtschaftet zehntausende oder hunderttausende Hektar Land.
Die im Vergleich zu Westeuropa günstigen Pachtpreise in der Ukraine, Steuervergünstigungen und Investitionszuschüsse trugen zur Entstehung bzw. Entwicklung der Holdings bei. Ebenso investierten privatwirtschaftliche Akteure viel, da ihnen der ukrainische Agrarsektor angesichts der global wachsenden Nachfrage nach Nahrungsmitteln profitversprechend erschien. Agrarholdings expandierten nicht primär dadurch, dass die Grundstücke von kleinbäuerlichen Landeigentümern zusammengelegt wurden, sondern vor allem dadurch, dass die Agrarholdings bestehende Agrarbetriebe ankauften. Letzteres bot den Vorteil, größere Agrarflächen schneller zusammenzulegen, wobei die betreffende Holding die Pachtrechte beim Kauf eines Betriebes meist übernahm. Zudem bestand im Falle einer Übernahme unter Umständen die Chance, durch Größenvorteile die Kosten einer Übernahme zu senken.
Die Weltbank bzw. die Internationale Finanz-Corporation, die Europäische Bank für Wiederaufbau und Entwicklung wie auch die Europäische Investitionsbank wurden zu wichtigen Kreditgebern für Holdings.

### Weltbank und Internationaler Währungsfonds
Die Ukraine ist seit 1992 Mitglied im Internationalen Währungsfonds (IWF). Kiew nahm 1995/96 den ersten IWF-Kredit auf und hatte bis zum Jahr 2020 insgesamt zehn IWF-Kreditprogramme. Oft wandte sich Kiew in ökonomischen Krisenzeiten dem IWF zu, wie etwa am Ende der 1990er Jahre, 2004/2005, 2008 oder 2014/2015. Kiew erfüllte jedoch nicht immer die Bedingungen, an die der IWF seine Kredite knüpfte, und erhielt nur rund 31,5 Mrd. US-Dollar von in Aussicht gestellten 74 Mrd. US-Dollar. So wurde die Ukraine zu einem der größten Schuldner des IWF. In den ukrainischen Parlamentsdebatten von 2010 bis 2019 hatte der IWF meist ein eher negatives Image. Kaum eine relevante politische Kraft verteidigte dessen Botschaften, abgesehen von der staatlichen Exekutive unter der Präsidentschaft von Petro Poroschenko (2014–2019).
Der IWF und die Weltbank versuchten lange, Kiew dazu zu bringen, einen Agrarlandmarkt einzuführen und diesen für Investoren zu öffnen. Bereits in den 1990er Jahren bemängelte der IWF, dass Kiew zu langsam reformiere. Zwar gab es laut ukrainischem Recht Privateigentum an Agrarland, aber der Staat schränkte die Privateigentümer in ihren Möglichkeiten, Agrarland als Ware zu behandeln, stark ein. So durften die neuen Privateigentümer ihr Land in den ersten sechs Jahren nicht verkaufen. Obgleich die Weltbank und der IWF der Ukraine damit gedroht hatten, ihre internationale Unterstützung für Kiew zu beenden, lehnte das ukrainische Parlament 1997 einen entsprechenden Gesetzesentwurf ab.
Trotz des Moratoriums von 2001 begrüßte der IWF zunächst die unter Präsident Leonid Kutschma und dem Ministerpräsidenten Wiktor Janukowytsch im Jahr 2003 erklärte Absicht, den freien Handel mit Land ab 2005 einzuführen.
Angesichts einer Weltwirtschaftskrise verwiesen im Oktober 2008 Präsident Wiktor Juschtschenko und Ministerpräsidentin Julija Tymoschenko auf die ukrainische Zahlungsbilanz und baten den IWF um einen neuen Kredit über 16,5 Mrd. US-Dollar. Sie signalisierten dem IWF, die Einführung eines Bodenmarktes stärker zu fokussieren.
Als Präsident nahm Janukowitsch die Einführung eines Bodenmarktes in sein Reformprogramm auf. Die Registrierung von Eigentumsverhältnissen schritt weiter voran und im Jahr 2011 verabschiedete das Parlament in erster Lesung einen Gesetzesentwurf zur Einführung eines Bodenmarktes; allerdings verlängerte das Parlament im Jahr 2012 das Moratorium bis 2016.
Mit Blick auf die Krise 2014/15 hielten es Vertreter der Weltbank für wahrscheinlicher, dass Kiew einen Bodenmarkt einführen werde. Die Ukraine verfügte über niedrige Fremdwährungsreserven und war auf finanzielle Unterstützung angewiesen, was die Verhandlungsmacht der Weltbank und des IWF vergrößerte. Im Jahr 2015 vereinbarten Kiew und der IWF ein neues Programm. In dessen Rahmen verpflichtete Kiew sich dazu, einen Gesetzesentwurf zur Bodenreform im Parlament einzubringen, dem das Parlament bis Ende 2016 zustimmen sollte. Im März 2017 erwirkte Kiew eine Verlängerung der Frist bis Ende Mai 2017. Nach dem Ausbleiben der Reform erklärte der IWF im Mai 2017, eine Entscheidung des ukrainischen Parlaments zu erwarten, um den Weg für eine weitere Tranche des Programms frei zu machen. Er verschob die Frist erneut, doch bis Ende 2017 lag dem Parlament kein Gesetzesentwurf vor und das Moratorium wurde bis Januar 2019 verlängert.
Ende 2018 wurde das Moratorium erneut verlängert. Kiew und der IWF einigten sich darauf, das Programm von 2015 enden zu lassen, und beschlossen ein vierzehnmonatiges Beistandsabkommen (stand-by arrangement). Der IWF plante, nach Auszahlung der ersten Tranche im Dezember 2018 mit der Auszahlung weiterer Tranchen bis nach den ukrainischen Präsidentschafts- bzw. Parlamentswahlen im Jahr 2019 zu warten. Kiew war auf neue Finanzhilfen angewiesen und musste damit rechnen, in den Jahren 2019 und 2020 rund 17 Milliarden US-Dollar für Kreditrückzahlungen aufzubringen. Kiew erklärte, mit der Weltbank einen Gesetzesentwurf erarbeitet zu haben und sich zu bemühen, für die Zeit nach den Präsidentschafts- und Parlamentswahlen 2019 die Öffentlichkeit für das Bodenreformvorhaben zu gewinnen.

### Europäischer Gerichtshof für Menschenrechte
Im Jahr 2018 urteilte der Europäische Gerichtshof für Menschenrechte (Fall Selentschuk und Zyzura gegen die Ukraine), dass die Ukraine gegen die Menschenrechtskonvention bzw. den ersten Artikel des ersten Zusatzprotokolls verstoßen habe, und forderte Kiew dazu auf, den Bodeneigentümern in der Ukraine mehr Rechte zu geben. Darauf hatte die Kiewer Denkfabrik EasyBusiness, die dem Atlas Network nahesteht, in einer mehrjährigen Kampagne gedrängt. Für deren Erfolg wurde EasyBusiness von der John Templeton Foundation, die auf John Marks Templeton zurückgeht, belohnt. Die Denkfabrik initiierte Forschungsprogramme und half Landeigentümern, die ihr Land verkaufen wollten, sich über Online-Plattformen beim Europäischen Hof für Menschenrechte zu beschweren, was finanziellen Druck auf den ukrainischen Staat ausübte.

## Reform unter Präsident Wolodymyr Selenskyj 2019/2020
Bereits im Wahlkampf um das Amt des ukrainischen Präsidenten im Jahr 2019 sprach sich Wolodymyr Selenskyj für einen freien Markt für Agrarland aus. Als ukrainischer Präsident beabsichtigte er, im Jahr 2019 eine Bodenreform durchzuführen, um im Jahr darauf einen Bodenmarkt eröffnen zu können. Günstig war, dass Selenskyjs Partei Diener des Volkes bei den Parlamentswahlen 2019 die absolute Mehrheit in der Werchowna Rada erzielte. Anfang September 2019 forderte Selenskyj das Kabinett von Oleksij Hontscharuk dazu auf, bis zum 1. Dezember 2019 einen Gesetzesentwurf über den Markt für Agrarland und die Aufhebung des Moratoriums zu verabschieden. Selenskyj rechtfertigte sein Vorhaben damit, dass die Bodeneigentümer vollere Eigentumsrechte erhalten würden. Ferner äußerte er die Hoffnung, dass mehr Kapital im Agrarsektor investiert wird.
Ministerpräsident Hontscharuk bestimmte ein Wirtschaftswachstum von 40 % über einen Zeitraum von fünf Jahren zum ersten Hauptziel seiner Regierung. Die Bodenmarktreform war ein Kernanliegen. Von der Einführung eines Bodenmarktes erwartete er, dass das Bruttoinlandsprodukt um 2 % wachse. Ende September stimmte die Regierung Hontscharuks einem Gesetzesentwurf zu und leitete ihn an das Parlament weiter, wobei die erste Lesung für Mitte Oktober angesetzt wurde. Anfang Oktober waren mehrere Gesetzesentwürfe im ukrainischen Parlament registriert, darunter auch Entwurf Nr. 2178 des Ministers für wirtschaftliche Entwicklung, Handel und Landwirtschaft Tymofij Mylowanow. Am 13. November fand die erste Lesung für den Entwurf Nr. 2178 und seine Alternativen statt. Es stimmten 240 Parlamentsabgeordnete für den Gesetzesentwurf Nr. 2178-10.
Mehrere Umfragen deuteten darauf hin, dass die meisten ukrainischen Bürger gegen eine Aufhebung des Moratoriums waren. Viele befürchteten, die Liberalisierung werde zu einer Konzentration des Eigentums an Boden führen und eher großen Agrarunternehmen bzw. Oligarchen nützen. Selenskyj nahm das zur Kenntnis und stellte die gewöhnlichen Leute, die gegen die Bodenreform waren, als von Interessengruppen manipuliert dar.
Im November 2019 protestierten in mehreren Regionen Landwirte gegen die Aufhebung des Moratoriums. In diesem Zusammenhang erklärte Selenskyj, dass ein Referendum darüber entscheiden solle, ob auch Ausländer bzw. ausländische Unternehmen ukrainisches Agrarland kaufen dürfen. Ein entsprechender Text solle, so Selenskyj, noch in den Gesetzesentwurf aufgenommen werden. Zudem organisierten Vertreter des allukrainischen Landwirtschaftsrats und der Parteien Nationales Corps, Swoboda und Rechter Sektor Proteste in der Nähe des Kiewer Parlaments. Im Dezember kam es bei solchen Protesten auch zu Zusammenstößen mit der Polizei.
Nachdem das Agrarkomitee des Parlaments einem überarbeiteten Entwurf Nr. 2178-10 zugestimmt hatte, gab die Fraktion von Diener des Volkes im Januar 2020 bekannt, dass Anfang Februar die zweite Lesung bezüglich des Gesetzesentwurfs stattfinden sollte. Im Parlament nutzten Politiker der Opposition, wie etwa Julija Tymoschenko von der Partei Vaterland oder Nestor Schufritsch von Oppositionsplattform – Für das Leben, die Gelegenheit, um Selenskyj und die Regierung als Marionetten der Wirtschaft darzustellen. Zudem kam es auch dort zu Unruhen. So versuchten Anfang Februar 2020 einige Abgeordnete der Fraktionen von Oppositionsplattform und Vaterland, die Abstimmung über den Gesetzesentwurf zu behindern, indem sie die Rednerbühne blockierten. Ferner reichten Oppositionspolitiker mehrere tausend Änderungsanträge ein, um den Gesetzgebungsprozess zu verlangsamen. Das Parlament verschob die zweite Lesung. Um Widerstände im Parlament zu überwinden, setzte Selenskyj im März 2020 auch eine Sondersitzung an. Doch im März verschob das Parlament die Abstimmung aufgrund der COVID-19-Pandemie erneut.
Selenskyj hielt an seinem Reformvorhaben fest, um an Geld für den ukrainischen Staat zu kommen. Im Dezember 2019 hatten sich Kiew und der IWF auf ein neues Programm über rund 5,5 Mrd. US-Dollar geeinigt. Der IWF hatte die Bodenreform zu einer Bedingung für weitere Kredite an den ukrainischen Staat gemacht. Die damalige Direktorin des IWF Kristalina Georgiewa stellte Kiew im März 2020 nicht nur die bis dahin verhandelten rund fünf Milliarden US-Dollar Kredit in Aussicht, sondern auch weitere rund drei Milliarden US-Dollar zur Bekämpfung der COVID-19-Pandemie, sollte Kiew die Bodenreform umsetzen. Im Frühjahr 2020 wies Selenskyj angesichts der Coronapandemie darauf hin, dass Kiew mit den internationalen Geldgebern zusammenarbeiten müsse, um Staatsschulden zurückzahlen zu können und einen wirtschaftlichen Abschwung abzuwenden. Er hob hervor, die Gelder des IWF seien so wichtig für den ukrainischen Staat wie Blut für den menschlichen Körper. Laut Selenskyj machten neben der Weltbank und der Europäischen Union auch die Regierungen vieler anderer Staaten weitere finanzielle Hilfen für die Ukraine davon abhängig, dass Kiew mit dem IWF kooperiere.
Die meisten Abgeordneten der Fraktion von Diener des Volkes hatten sich Anfang Februar 2020 hinter den Gesetzesentwurf über die Bodenreform gestellt. Allerdings wollte letztlich ein Teil der Fraktion nicht für den Gesetzesentwurf stimmen, so dass Selenskyj auf Stimmen aus dem Lager seines Amtsvorgängers Petro Poroschenko angewiesen war. Am 31. März 2020 verabschiedeten die Abgeordneten der Werchowna Rada den Gesetzesentwurf über die Bodenreform. Nachdem die Parlamentsabgeordneten dreizehn Resolutionen, die gegen das Gesetz über die Bodenmarktreform gerichtet waren, abgelehnt hatten und der Parlamentssprecher Dmytro Rasumkow am 13. April den Gesetzesentwurf unterschrieben hatte, unterzeichnete Selenskyj den Gesetzesentwurf am 28. April 2020.

## Reaktionen

### In der Ukraine
Nachdem Tymofij Mylowanow nicht mehr Minister für wirtschaftliche Entwicklung, Handel und Landwirtschaft gewesen war und das Amt des Agrarministers in der neuen Regierung von Denys Schmyhal abgelehnt hatte, distanzierte er sich von dem Bodenreformgesetz. Vermögende könnten die gesetzliche Bestimmung, wonach zunächst nur ukrainische Privatpersonen bis zu 100 Hektar Land erwerben dürfen, umgehen. Sie würden sich darüber hinaus Land indirekt aneignen können, indem mehrere ihrer Vertreter als scheinbar selbständige Käufer auftreten würden. Im Gegensatz dazu betonte Roman Leshchenko, der im Dezember 2020 bei Wiedereinführung des Amtes Agrarminister geworden war, im Atlantic Council, dass die Ukraine dank der Bodenmarktreform ihren rechtmäßigen Platz als landwirtschaftliche Supermacht bestreiten könne.
Kernel Holding, die im Jahr 2018 die ihrer Landnutzungsfläche nach größte Agrarholding in der Ukraine darstellte, begrüßte die Reform. Zwar rechne Kernel bis 2024 nicht in den Kauf von Land zu investieren, aber danach könnten sich Möglichkeiten, am Bodenmarkt teilzunehmen, eröffnen, obgleich Kernel als ausländisches Unternehmen gelte.

### Außerhalb der Ukraine
Die Vereinten Nationen (VN) betrachteten das Moratorium als Verletzung der Eigentumsrechte und als Hindernis für ein Wirtschaftswachstum in der Ukraine, das allen nütze. Die VN befürworteten die Verabschiedung des Gesetzes Nr. 552-IX, aber empfahlen ergänzende Gesetze. Die Reform müsse an erster Stelle den Landeigentümern, kleinen Landwirten und Kommunen dienen. Eine weitere Konzentration des Bodens in den Händen einiger weniger Personen gelte es zu verhindern. Dafür sollten schwächere Marktteilnehmer finanziell und mit Rechtsberatung unterstützt werden. Der Europäische Gerichtshof für Menschenrechte sah einen großen Fortschritt in der Umsetzung seiner Urteile. Er äußerte sich zufrieden mit der Bodenmarktreform bzw. dem Funktionieren des Bodenmarktes im Jahr 2022.
Die Weltbank und der IWF begrüßten das Gesetz. Die Weltbank gewährte der Ukraine einen Kredit in Höhe von 350 Millionen US-Dollar, der unter anderem der Schaffung eines transparenten Bodenmarktes dienen sollte. Das Gesetz Nr. 552-IX sei ein erster historischer Schritt. Allerdings müsse Kiew noch weitere Gesetze verabschieden, um Transaktionen zu vereinfachen, Kleinbauern Kredite anzubieten und den Kreis der Marktteilnehmer zu erweitern.
Die Europäische Union bewertete Kiews Zusammenarbeit mit dem IWF als zufriedenstellend. Das nahm die EU als einen von mehreren Gründen, um der Ukraine im Rahmen des vierten Programms makrofinanzieller Hilfe, das im Jahr 2018 vereinbart worden war, die zweite Kredittranche von 500 Millionen Euro zu gewähren. Die Europäische Bank für Wiederaufbau und Entwicklung, der größte Investor der Ukraine, betrachtete das Gesetz über die Bodenmarktreform als wichtigen Schritt, um den Agrarsektor für Investoren attraktiver zu machen.
Der Präsident der Russischen Föderation Wladimir Putin warf Kiew in seinem Essay Zur historischen Einheit von Russen und Ukrainern den Ausverkauf ukrainischer Ressourcen an westliche Unternehmen vor. Putin setzte Kiews Bodenreform praktisch Grenzen. Er verfügte am 20. März 2020 mit einem Erlass, der im Jahr 2021 in Kraft trat, dass in den meisten Kommunen auf der Krim, die 2014 in die Russische Föderation eingegliedert worden war, nur russische Staatsbürger Eigentum an Land haben durften.

## Entwicklung des Bodenmarktes seit Juli 2021
Seit der Eröffnung des Bodenmarktes wurden bis Juli 2023 rund 190.000 Verträge abgeschlossen und etwa 417.000 Hektar Land verkauft. Während bis Dezember 2021 immer mehr Verträge abgeschlossen und mehr Land verkauft wurde, kamen zu Beginn der Invasion der Russischen Föderation die Transaktionen im März und April 2022 zum Erliegen. Von Mai 2022 bis Juli 2023 nahmen die Transaktionen zu, wobei das Niveau der Vorkriegszeit nicht erreicht wurde. Im Gegensatz zu den Kriegsgebieten im Osten blieb die Anzahl der Transaktionen in zentralen und westlichen Oblasten fast unverändert. Der durchschnittliche Preis eines Hektars betrug in den ersten beiden Jahren etwa 970 Euro.
Im Dezember 2022 war im ukrainischen Parlament der Gesetzesentwurf Nr. 8295 registriert, der eine Bestimmung des Gesetzes Nr. 552-IX, wonach juristische Personen ab dem Jahr 2024 Agrarland kaufen dürfen, infrage stellt. Laut Gesetzesentwurf soll diese Marktöffnung auf das Jahr 2029 verschoben werden.